# Добринін Микита Юрійович
Микита Добринін (нар. 30 грудня 1987, Провіденія, СРСР) — український теле та радіоведучий, головний редактор чоловічого журналу XXL.

## Біографія
Микита Добринін народився 30 грудня 1987 року у смт Провіденія, Чукотський автономний округ. У 1991 році разом з сім'єю повернувся до рідного міста Чернівці. 

#### Освіта
У 2004 році вступив до Чернівецького національного університету імені Юрія Федьковича на філологічний факультет (спеціальність журналістика). У 2009 році закінчив університет з відзнакою. Упродовж навчання брав активну участь у житті університету, проводив заходи, брав участь у конкурсах художньої самодіяльності.

### Кар'єра
У 2008 році Микита переїжджає до Києва та стає ведучим Русского Радио Україна, після чого бере старт його кар'єрний зріст як радіо-, так і телеведучого.
У 2014 році Микита Добринін вперше потрапляє до телеефіру та стає ведучим хіт-параду на телеканалі М1.
З 2017 року очолює редакцію чоловічого глянцевого журналу XXL. Учасник шоу Холостяк.

#### Радіо
2008-2021 роки — ведучий ефіру та хіт-параду «Золотий Грамофон» на Русском Радио Україна — одній з найбільших станцій радіохолдингу ТАВР Медіа.

### Телебачення
Телеканал М1
- 2014 — нині — ведучий хіт-параду «Золотий Грамофон»
- 2014 — ведучий ранкового шоу «Guten Morgen»

Інтер
- 2013 — ведучий весільного шоу-квесту «Шалене весілля»
- 2013 — голос програми «С Новым утром»
- 2013 — голос щоденників танцювального шоу «Майдан's»

Телеканал 1+1
- 2011 — ведучий шоу «Я Люблю Україну» з Юрієм Горбуновим та Оксаною Гутцайт
- 2011 — 3G–Репортер вокального шоу «Голос Країни», онлайн-проєкт телеканалу
- 2011 — ведучий програми «Дикі і смішні»

MTV Україна
- 2012 — ведучий шоу «Open Space»
- 2012 — ведучий програми «Про Кіно»

Перший Національний
- 2010—2011 — ведучий програми «Так просто»
- 2010 — ведучий шоу «Магія Цирку»

ТРК «Чернівці»
- 2008 — ведучий проєкту «Більярдний клуб»
- 2006 — ведучий розважального шоу «2Ю»

## Особисте життя
21 травня 2020 року взяв шлюб з Дарією Квітковою в РАЦСі. А 12 серпня відбулось святкування на березі Дніпра в колі найближчих родичів та друзів. 13 липня 2021 року народився син - Лев .
В січні 2023 році  розлучення з блогеркою Дашею Квітковою.

## Фільмографія
Микита Добринін взяв участь у зйомках української кінокомедії «Продюсер». Це перша кінороль у кар'єрі Нікіти, на широких екранах він постав у ролі банкіра. Прем'єра фільму «Продюсер» відбулась 14 лютого 2019 року.

## Шоу «Холостяк»
Микита Добринін став головним героєм 9-го сезону реаліті «Холостяк» на телеканалі СТБ. Шоу вийшло в ефір навесні 2019 року. Добринін став першим «Холостяком», якого обрали як команда проєкту, так і глядачі, які голосували на офіційних сторінках каналу СТБ за вибір головного героя нового сезону.